# Héctor Fuentes
Héctor Fuentes (n. s/d - f. Buenos Aires; 22 de julio de 2009) fue un actor de teatro, televisión y cine argentino.

## Actividad artística
La primera película en la que intervino fue Hijo de hombre dirigida en 1961 por Lucas Demare. Luego trabajó en telenovelas, películas y obras musicales de teatro donde en muchos casos hacía oír su fuerte voz cantando.
En cine actuó en varias películas de Julio Saraceni y de Enrique Carreras; en televisión era requerido para hacer tanto el papel del típico buenazo de barrio como el de malevo de cuchillo y entre otros trabajos televisivos pueden recordarse El amor tiene cara de mujer, Estación Terminal, El oriental, Vendedoras de Lafayette, Celeste siempre Celeste y, sobre todo, ese inolvidable papel de Mingo, el delincuente rehabilitado que se dedicaba a fabricar juguetes, en la telenovela La sombra, junto a Silvia Montanari, Víctor Hugo Vieyra y Cristina Tejedor, entre otros. 
En teatro actuó y cantó en teatro en obras como La casta Susana, A vos, che, Buenos Aires, Gotán, Un guapo del 900, y en 2008, en Cremona, en el Teatro Nacional Cervantes. Hasta muy poco tiempo antes de fallecer también participó del ciclo Radioteatro para aplaudir, organizado por Argentores. 
Héctor Fuentes, que estuvo casado con Dorita Burgos, falleció en Buenos Aires el 22 de julio de 2009, poco tiempo antes de llegar a cumplir sus cincuenta años de carrera artística.

## Filmografía
- Hormiga negra (1979) dir. Ricardo Alberto Defilippi
- Así es la vida (1977) dir. Enrique Carreras
- Las locas (1977) dir. Enrique Carreras
- Las procesadas (1975) dir. Enrique Carreras…Federico
- Yo tengo fe (1974) dir. Enrique Carreras… Fermín Andrade
- Los padrinos (1973) dir. Enrique Carreras
- Había una vez un circo (1972) dir. Enrique Carreras
- Amalio Reyes, un Hombre (1970) dir. Enrique Carreras… El Negro
- Los muchachos de mi barrio (1970) dir. Enrique Carreras… Damián
- El novicio rebelde (1968) dir. Julio Saraceni
- ¡Esto es alegría! (1967) dir. Enrique Carreras …Vendedor juguetería
- Buenos Aires, verano 1912 (1966) dir. Oscar I. Kantor
- El gordo Villanueva (1964) dir. Julio Saraceni
- Los evadidos (1964) dir. Enrique Carreras… carcelero 2
- Cleopatra era Cándida (1964) dir. Julio Saraceni
- Alias Flequillo (1963) dir. Julio Saraceni …Policía
- Hombre de la esquina rosada (1962) dir René Mugica .... Muchacho en pulpería
- La sed o Hijo de hombre (1961) dir. Lucas Demare

## Teatro
- Alma de venganza
- Cremona
- Sin viagra
- El amanecer
- En tiempo de descuento
- De penitenciaria a shoping center
- Enfundo la mandolina
- Después de los 70
- Gotán
- Un guapo del 900
- Radioteatro para aplaudir
- En tiempo de descuento
- Virgencita de madera

## Televisión
- Mamitas (1999) Series de TV .... Comisario
- Zíngara (TV 1 episodio, 1996).... Silverio Tarturino
- Nano (TV 1 episodio, 1994).... Pascual Costacurta
- Celeste, siempre Celeste (TV 1 episodio, 1993).... Bulmaro
- Es tuya... Juan (1991) Series de TV .... Luciano
- Vendedoras de Lafayette (1988) Series de TV
- El camionero y la dama (1985) Series de TV .... Hugo
- El oriental (1982) Series de TV .... Perro Florencio
- La sombra (1982) Series de TV .... Mingo
- Stefanía (1981) Series de TV
- Estación Terminal (1980) Series de TV .... Saborido
- Ella y el amor (1969) Series de TV
- El amor tiene cara de mujer (1964) Series de TV

LA ESCOPETA